# Papuanthes albertisii
Papuanthes albertisii är en tvåhjärtbladig växtart som först beskrevs av Van Tiegh., och fick sitt nu gällande namn av Danser. Papuanthes albertisii ingår i släktet Papuanthes och familjen Loranthaceae. Inga underarter finns listade i Catalogue of Life.